# Bersenbrück
Bersenbrück är en stad i Landkreis Osnabrück, förbundslandet Niedersachsen, Tyskland.

## Kända personer från Bersenbrück
- Oskar Hecker, geodet och seismolog
- Hans-Gert Pöttering, CDU-politiker